# Zečev Varoš
Zečev Varoš je naselje u Republici Hrvatskoj, u sastavu grada Slunja, Karlovačka županija. 

## Stanovništvo
Prema popisu stanovništva iz 2001. godine, naselje je imalo 22 stanovnika te 8 obiteljskih kućanstava.

Prema popisu stanovništva 2011. godine naselje je imalo 23 stanovnika.
| broj stanovnika | 199   | 217   | 172   | 238   | 200   | 179   | 159   | 216   | 103   | 107   | 130   | 72    |       |       | 22    | 23    | 17    |
|                 | 1857. | 1869. | 1880. | 1890. | 1900. | 1910. | 1921. | 1931. | 1948. | 1953. | 1961. | 1971. | 1981. | 1991. | 2001. | 2011. | 2021. |